# 4.º Regimiento Antiaéreo (pesado motorizado)
El 4.º Regimiento Antiaéreo (pesado motorizado) (Flak-Regiment. 4 (Sw. mot.)) fue una unidad militar de la Luftwaffe durante la Segunda Guerra Mundial.

## Historia
Fue formado el 15 de noviembre de 1938 en Dortmund con 11. - 13. Baterías. En agosto de 1943 (?) es redesignado como 469.º Batallón de Proyectores Antiaéreos.

## Servicios
- noviembre de 1938 - agosto de 1939: bajo el 4.º Comando de Defensa Aérea.
- julio de 1941 - septiembre de 1942: en Ostende.